# Шеффер, Ингрид
Ингрид Эйлин Шеффер (род. 21 декабря 1958, Мельбурн, Виктория, Австралия) — австралийский детский невролог и старший научный сотрудник Института неврологии и психического здоровья Флори. Добилась ряда крупных успехов в области исследований эпилепсии. Шеффер приписывают открытие первого гена, связанного с эпилепсией. Она также описала и классифицировала новые эпилептические синдромы, такие как эпилепсия, характерная только для женщин с умственной отсталостью.

## Ранняя жизнь и образование
Ингрид Эйлин Шеффер закончила среднюю школу в Методистском женском колледже в 1976 году. Она училась в Университете Монаша, который окончила со степенью бакалавра медицины и бакалавра хирургии в 1983 году. В 1998 году она защитила докторскую диссертацию по неврологии в Мельбурнском университете.

## Карьера и исследования
Помимо дальнейшего описания этиологии эпилепсии, Ингрид работала над характеристикой новых синдромов эпилепсии, таких как синдром Драве и эпилепсия, ограниченная женщинами с умственной отсталостью; её работа позволила проводить диагностику и лечение этих состояний. Также её работа позволяет проводить более точное генетическое репродуктивное консультирование.

## Награды и почести
- Премия L’Oréal-ЮНЕСКО для женщин в науке (2012)[14]
- Премия премьер-министра в области науки (2014)[15]
- Избрана членом Австралийской академии здравоохранения и медицинских наук[16][17]
- Избрана членом Королевского общества в 2018[17]